# Thalpophila infumata
Thalpophila infumata là một loài bướm đêm trong họ Noctuidae.